# Immengarten 3 (Hildesheim)

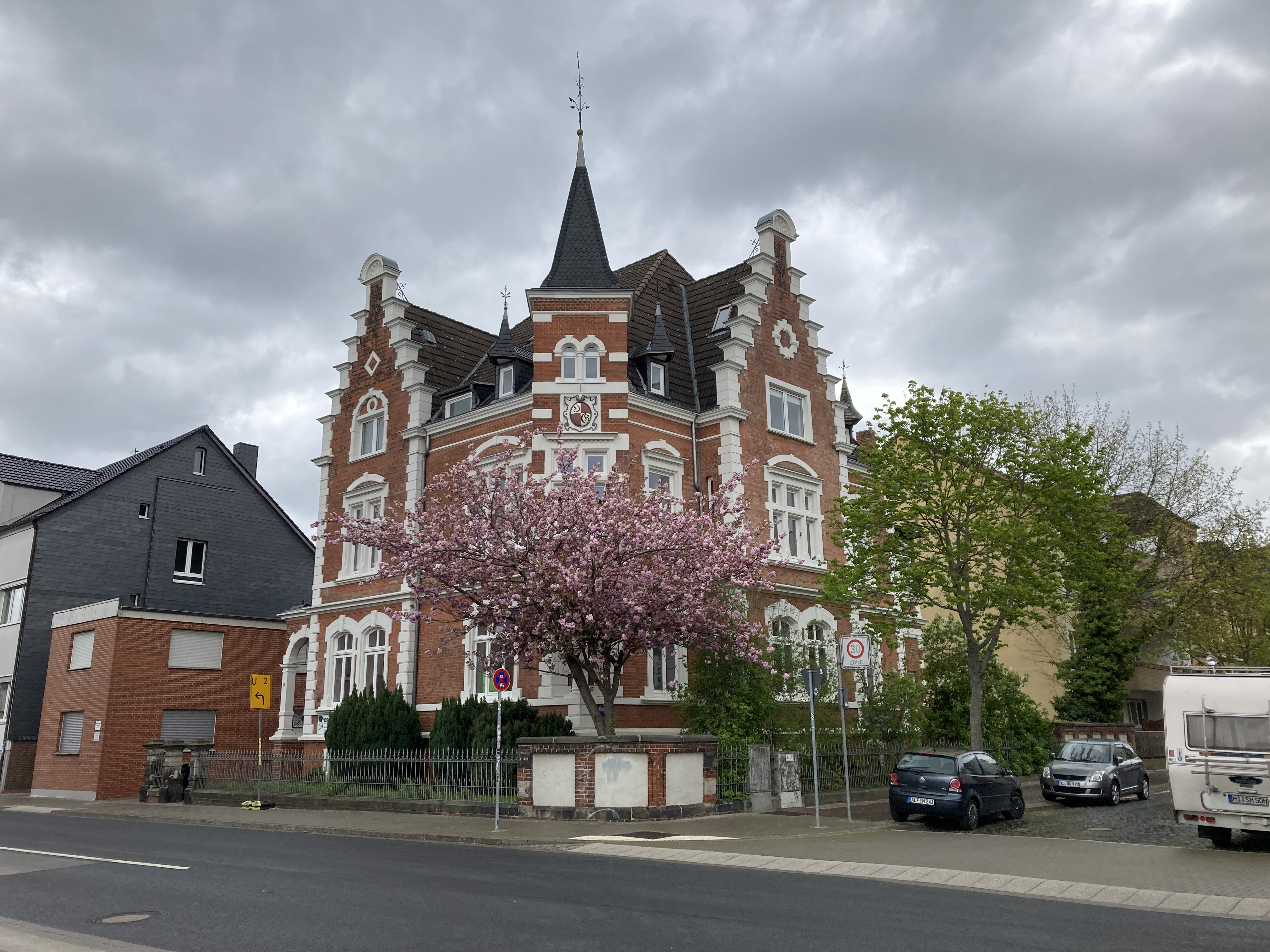
Die Villa im Immengarten 3

Die Villa im Immengarten 3 ist ein zweigeschossiges Baudenkmal in der Hildesheimer Oststadt. Der Ziegelbau mit markantem Risalit und Treppengiebel weist einen turmartigen Eckerker auf und wird von Gesimsbändern horizontal gegliedert. Das etwa im Jahr 1905 errichtete Gebäude von hohem Gestaltungswert übt einen besonderen Einfluss auf das Straßenbild aus.